# Anna Punsoda i Ricart
Anna Punsoda i Ricart (Concabella, Segarra, 1985) és una periodista catalana especialitzada en periodisme cultural.
És llicenciada en periodisme per la Universitat Ramon Llull i en Filosofia per la Universitat de Barcelona (UB). Fruit d'un màster en Pensament i estudis clàssics cursat a la UB és el treball sobre El pensament social i polític de Joan Maragall i l'antologia d'articles d'aquest autor que va coordinar. S'ha especialitzat en periodisme cultural i ha treballat en diverses fundacions com la Fundació Catalunya Oberta i en mitjans escrits i audiovisuals —com El País, el diari Ara, Nació Digital, Catalunya Ràdio, RAC1, El Temps, El Núvol o La Mira. El 2017 va impulsar La Llança, el suplement cultural d’El Nacional.
Amb la seva primera novel·la, Els llits dels altres, va guanyar el premi Roc Boronat. La luxúria (Fragmenta, 2020) és el seu primer assaig. Des de 2020 és editora de la revista Dialogal, tasca que compagina amb la docència i la traducció.

## Obra
- Llum als ulls i força al braç. (La Magrana, 2013) Antologia de textos de Joan Maragall[11]
- Els llits dels altres (Amsterdam, 2018). Novel·la ISBN 978-84-16743-78-0
- La luxúria (Fragmenta, 2020). Assaig ISBN 978-84-17796-26-6
- La lujuria (Fragmenta, 2020). Assaig ISBN 978-84-17796-27-3
- La terra dura. Retorn al cor de Catalunya (Pòrtic Edicions, 2023). ISBN 978-84-9809-549-4[12]

### Traduccions
- Stefanie Kremser, Der Tag, an dem ich fliegen lernte, Kiepenheuer und Witsch Verlag 2014. Traduïda al català com a El dia que vaig aprendre a volar per Anna Punsoda amb Edicions de 1984 (2016).
- Rainer Maria Rilke, Briefe an einen jungen Dichter. Traduïda al català com a Cartes a un jove poeta per Anna Punsoda amb Edicions de la ela geminada (2018)
- Raimon Panikkar, Meinen Wir denselben Gott?. Traduïda al català com ¿Parlem del mateix Déu?: Un diàleg. Traduït al català per Anna Punsoda amb Fragmenta Editorial (2018)
- Franz Kafka, Kleine Erzählungen. Traduïda al català com Petites faules. Selecció, traducció i pròleg del llibre al català per Anna Punsoda amb Comanegra (2019)
- Charlotte Beradt, Das Dritte Reich des Traums. Traduïda al català com El Tercer Reich dels somnis. Traducció del llibre i segon epíleg per Anna Punsoda amb Ara Llibres (2020).
- Franz Kafka, In der Strafkolonie. Traduïda al català com A la colònia penitenciària. Traducció i postfaci d'Anna Punsoda. Edicions de la Ela Geminada (2020).
- Lou Andreas-Salomé. Die Erotik. Traduïda al català com L'erotisme. Traducció i pròleg d'Anna Punsoda. Edicions de la Ela Geminada (2022).